# Carpineti
Carpineti (Carpnèida, pronunciato [karˌpnæːjda] in dialetto reggiano, Carpnéda nella variante locale) è un comune italiano di 3 906 abitanti della provincia di Reggio Emilia in Emilia-Romagna. Situato nel medio Appennino reggiano, il territorio comunale carpinetano comprende parte del bacino del fiume Secchia e dei torrenti Tresinaro e Tassobbio.
Il paese di Carpineti, detto in antico Carpinetum, sorge ai piedi del Monte Antognano il cui Prato di Carpineto è nominato sin dal 957.
La parte più antica del paese conserva alcuni edifici di architettura antica. In particolare l'edificio del municipio che sorge a fianco di una caratteristica piazzetta dedicata a Matilde di Canossa.

## Geografia fisica

### Territorio
Dal punto di vista orografico, il territorio comunale è compreso in parte del bacino del Secchia, l'alto bacino del Tresinaro e parte del bacino del torrente Tassobbio. Il capoluogo comunale Carpineti sorge nella vallata del Tresinaro, lungo le pendici settentrionali di una dorsale compresa tra i monti Valestra e Fosola. Le principali frazioni sono: Bebbio, Casteldaldo, Colombaia sul Secchia, Marola, Onfiano, Pantano, Pianzano, Poiago, Pontone, San Biagio, Santa Caterina, Savognatica e Valestra.
Il territorio è caratterizzato dalla presenza della dorsale dei monti Valestra e Fosola e, sul lato opposto del bacino del Tresinaro, il gruppo di monti compreso fra Marola, con il monte Le Borrelle, il Monte Re e il monte Frombolara.
La vegetazione è composta in prevalenza da querceti.
Nel territorio comunale si trovano numerosi borghi, chiese e case torri di origine altomedievale, costruiti nella caratteristica pietra arenaria locale.
La viabilità principale è costituita dalla Strada statale 63 del Valico del Cerreto.

## Storia
Abitato fin dalla preistoria, in questo territorio si sono succeduti Liguri appartenenti alla tribù autoctona dei Verabolensis, Romani, Bizantini e Longobardi. Prima dell'anno mille nel suo territorio si trovava Verabolo, sede di un pago romano e poi bizantino. Prima della conquista longobarda, in epoca bizantina, la chiesa locale, organizzata attorno all'antica pieve di San Vitale, era dipendente dal vescovo di Ravenna e non da quello di Reggio. Lungo il crinale Valestra Fosola probabilmente si trovava il limes, cioè il confine, fra i territori sottoposti a Bisanzio e quelli longobardi.
Carpineti ebbe particolare importanza al tempo della contessa Matilde di Canossa, marchesa di Toscana ed ultima rappresentante della dinastia degli Attoni (rami cadetti della medesima famiglia, o semplici vassalli portanti il medesimo cognome, proseguono nelle famiglie Iattoni/Jattoni nella vicina Val Parma).

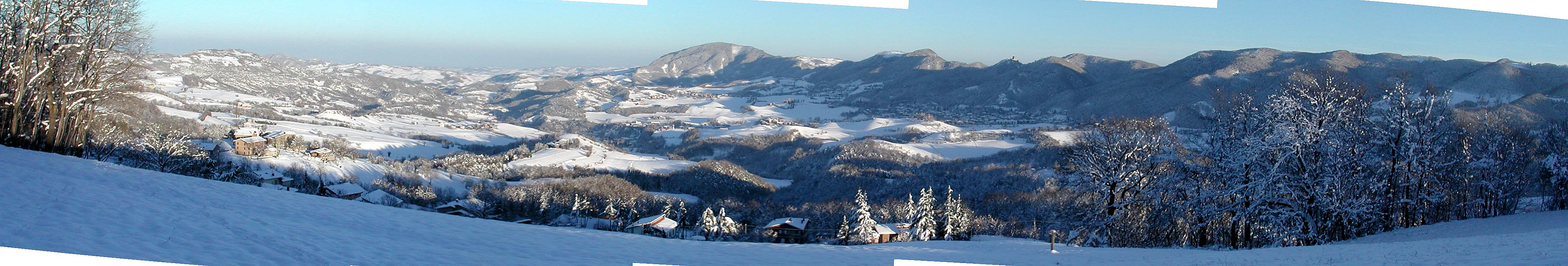
Veduta invernale del crinale del Valestra, col castello di Carpineti e il paese sottostante

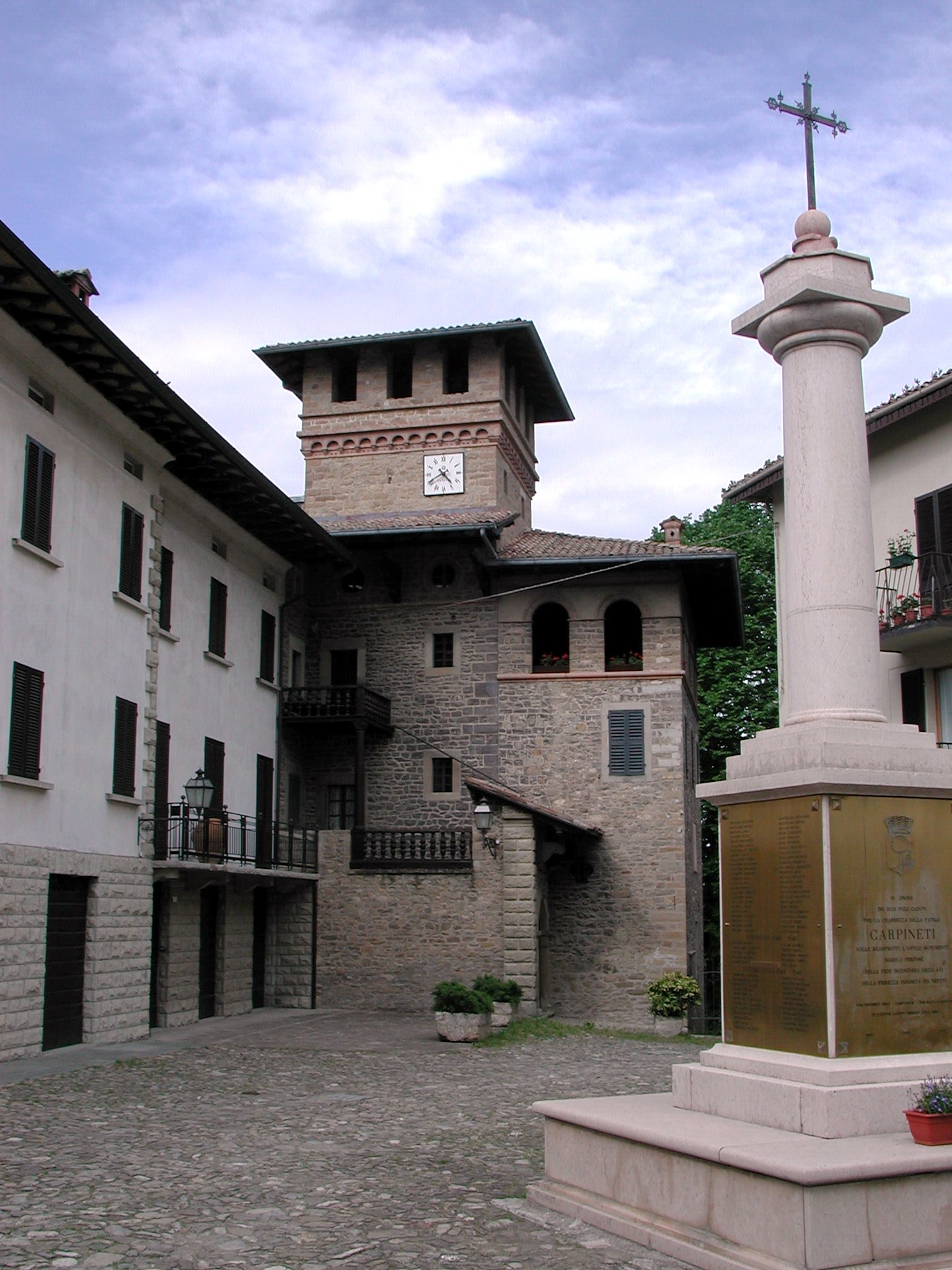
Piazza del Municipio

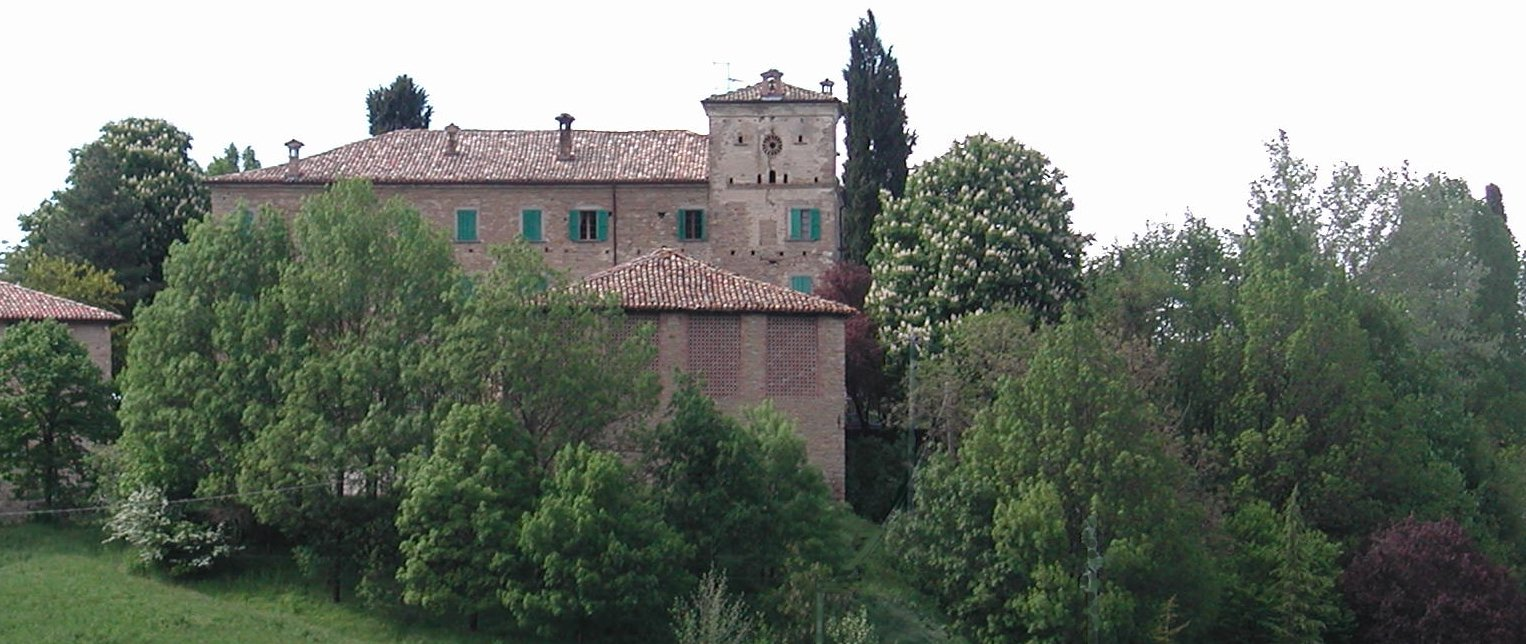
Casa a torre di Regigno

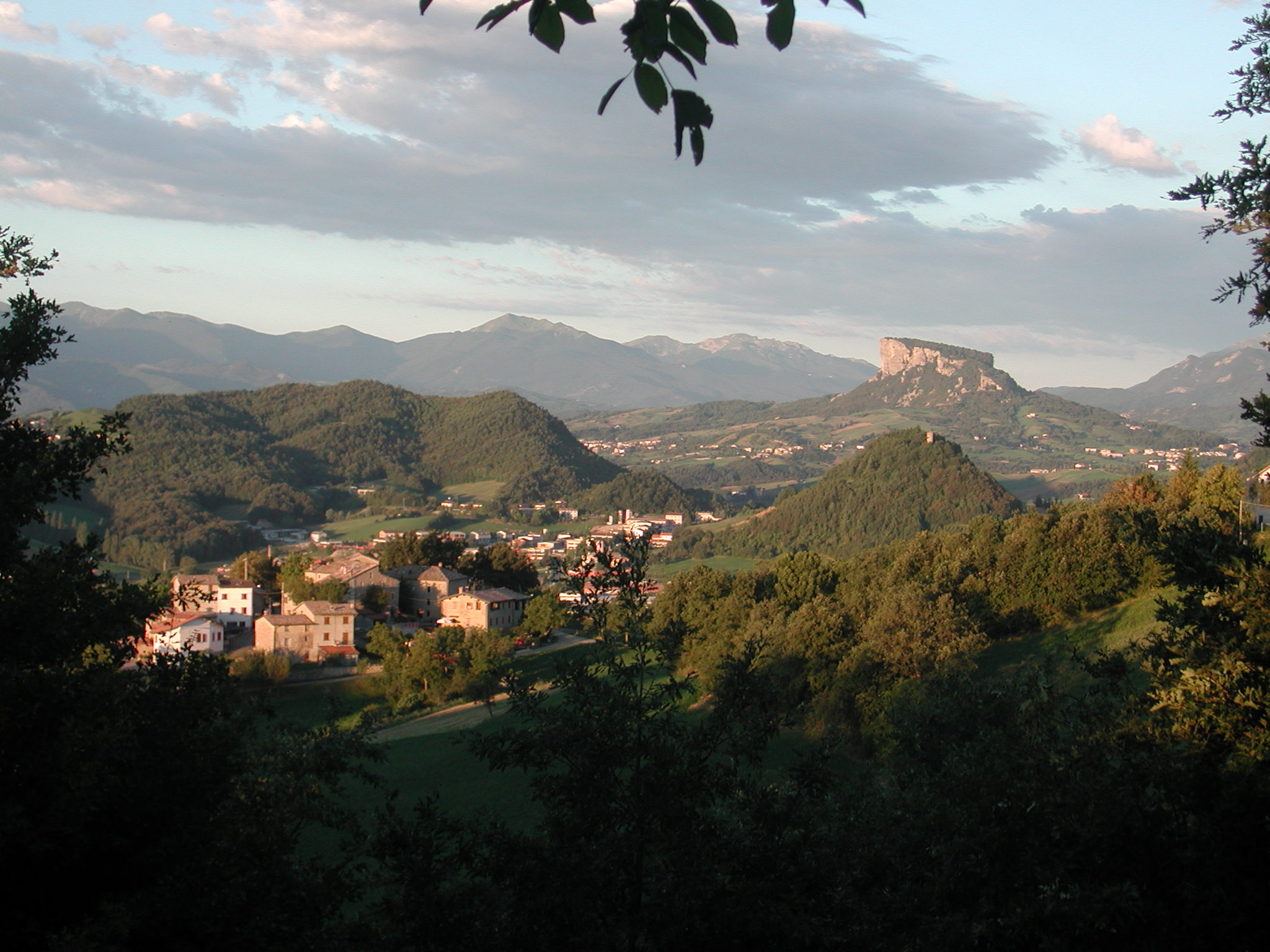
Pignedolo con la Pietra di Bismantova

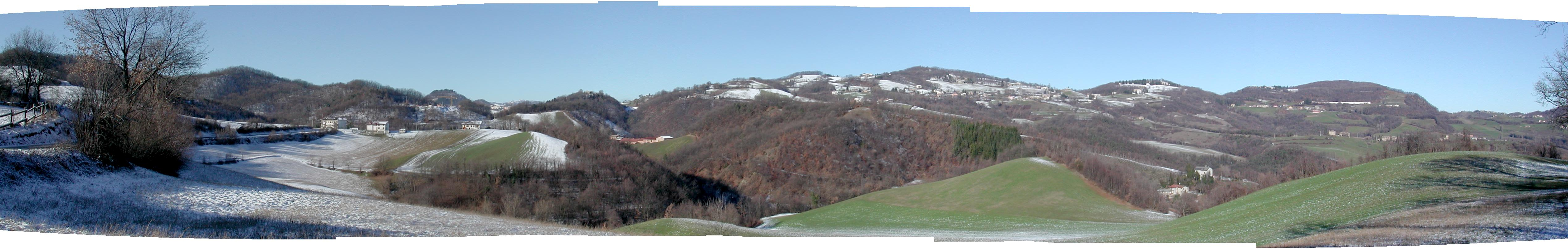
Il crinale di Frombolara e Marola

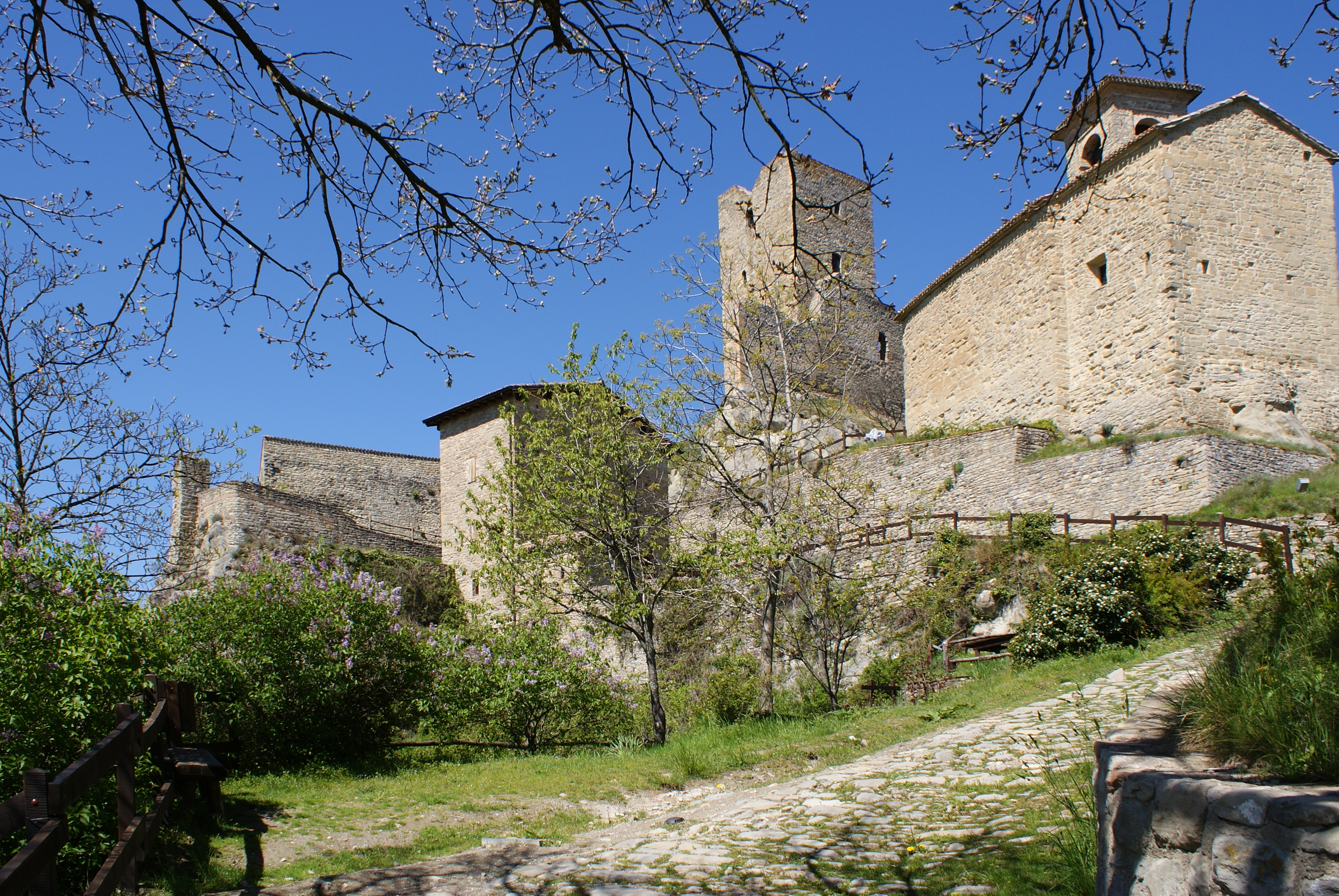
Il Castello delle Carpinete

Nel castello romanico tuttora esistente, posto sul crinale del Fosola-Valestra - da cui si apre il panorama sulla valle del Secchia e quella del Tresinaro - dimora preferita dalla gran Contessa, ebbe luogo il «Convegno di Carpineti» del 1092, durante il quale ecclesiastici ed alleati di Matilde discussero le proposte di pace di Enrico IV. La contessa, incoraggiata anche dalle veementi parole dell'eremita Giovanni da Marola, maturò la decisione di perseverare nella lotta contro l'imperatore, che venne sconfitto e infine umiliato nella vicina Canossa.
Alla dissoluzione dei territori matildici a seguito della morte della contessa, Carpineti passò a diversi signori. Nel XIII secolo giurò fedeltà al Comune di Reggio, sebbene la lealtà verso la città di pianura fu spesso dubbia. In particolare è da ricordare la vicenda del brigante Domenico Amorotto, appartenente all'antica stirpe dei De Bretti, attuali Beretti che spadroneggiò nel territorio di montagna per molti anni, essendo acerrimo nemico del Guicciardini e dei vari signori di Reggio. Dal XVI secolo divenne parte del Ducato estense di Reggio, di cui condivise la sorte fino all'unità d'Italia.
Durante la seconda guerra mondiale ebbe 106 morti.

### Contea e villa di Carpineti
Nel 1738 Lodovico Ricci descrive il territorio di Carpineti in questi termini:
La villa (cioè il paese) di Carpineti viene così descritta:
Fu quivi uno de' Castelli della Contessa Metilde, e molti diplomi vi veggono da essa in questo luogo segnati. Dopo la morte di lei l'Imperatore Enrico V andando a Roma lasciò Metilde sua moglie nella Rocca di Carpineto,
Quivi si trovano fonti di perfetta acqua Marziale.»
(Corografia dei territori di Modena, Reggio, e degli altri stati già appartenenti alla Casa d'Este)

## Monumenti e luoghi d'interesse

### Architetture religiose
- Pieve di San Vitale
- Abbazia di Marola
- Chiesa di San Prospero
- Chiesa di San Donnino, in frazione San Donnino

- Chiesa di Sant'Apollinare Vescovo e Martire, nella frazione di Casteldaldo.[4]
- Chiesa di San Pietro Apostolo, nella frazione di Savognatica
- Chiesa di San Biagio, nella frazione di Busanella

### Architetture civili
- Castello di Carpineti

## Società

### Evoluzione demografica
Abitanti censiti

### Etnie e minoranze straniere
Al 31 dicembre 2017 gli stranieri residenti nel comune sono 307, pari al 7,7% della popolazione. Di seguito sono riportati i gruppi più consistenti:
- Marocco: 81
- Albania: 69
- India: 45
- Romania: 24
- Ucraina: 19

## Geografia antropica

### Frazioni
- Poiago (nel dialetto locale Puiâg) è una piccola frazione situata a sud-est del comune stesso. È presente una piccola chiesa (Chiesa di Sant'Agata) e una casa di riposo per anziani. La chiesa nasce come dipendente direttamente dalla Pieve di San Vitale a Carpineti.
- Savognatica (nel dialetto locale Savgnâdga) è una frazione del comune di Carpineti posta a valle del castello delle Carpinete in direzione Colombaia di Secchia. La frazione si presenta come un insieme di case sparse sul crinale del monte Banzola. La locale chiesa di San Pietro risulta esistente fin da prima del 1240. Il nome Savognatica deriva dall'antico germanico significava porcilaia.
- Marola
- Ceriola

## Infrastrutture e trasporti

### Strade
La parte occidentale del comune di Carpineti strada statale 63 del Valico del Cerreto, la principale arteria di comunicazione dell'Appennino reggiano. Altra importante arteria stradale è la strada provinciale 98, che percorre il fondovalle del Tresinaro unendo Viano con la SS 63. L'intero comune carpinetano è attraversato dalla SP 7, antica via di comunicazione che unisce Scandiano, Viano, Baiso e appunto Carpineti, con Felina e la SS 63.

## Amministrazione
Di seguito è presentata una tabella relativa alle amministrazioni che si sono succedute in questo comune.
| Periodo        | Periodo        | Primo cittadino     | Partito                                 | Carica  | Note  |
| -------------- | -------------- | ------------------- | --------------------------------------- | ------- | ----- |
| 13 giugno 1985 | 11 giugno 1990 | Eolo Biagini        | DC                                      | Sindaco | [ 7 ] |
| 11 giugno 1990 | 24 aprile 1995 | Alessandro Carri    | PCI, PDS                                | Sindaco | [ 7 ] |
| 24 aprile 1995 | 14 giugno 2004 | Tonino Comi         | SI, lista civica di centrosinistra      | Sindaco | [ 7 ] |
| 22 giugno 2004 | 26 maggio 2014 | Leonilde Montemerli | lista civica di centrosinistra          | Sindaco | [ 7 ] |
| 26 maggio 2014 | 9 giugno 2024  | Tiziano Borghi      | lista civica: Bene comune per Carpineti | Sindaco | [ 8 ] |
| 9 giugno 2024  | in carica      | Giuseppe Ruggi      | lista civica: Bene comune per Carpineti | Sindaco | [ 7 ] |